# Um ein Weib (1917)
Um ein Weib ist ein 1917 in Wien entstandenes, österreichisch-ungarisch-deutsches Stummfilmmelodram von Hubert und Ernst Marischka mit Magda Sonja in der Titelrolle.

## Handlung
Rita ist ein moralisch durch und durch verkommenes Weib. Sie ist mit dem Grafen Salzbach verheiratet, nimmt es aber mit der Treue nicht so genau. Hinterm Rücken ihres adeligen Gatten bändelt sie mit dessen Freund Otto an, während sie ihren Ehemann belügt und ihm erzählt, sie sei bei einer Modistin zur Anprobe gewesen. Als Rita zu spät zum Abendessen heimkehrt, fragt Graf Salzbach bei besagter Modistin nach, die jedoch von nichts weiß. Der Graf hegt schon seit geraumer Zeit den Verdacht, dass seine Frau Dummheiten macht. Und so schlägt er ihr eine Reise in die Berge vor, um sie auf andere Gedanken und fern etwaiger Liebhaber zu bringen. Nach einigem Zögern willigt Rita ein. Im Alpendorf angekommen, beschließen sie und ihr Mann gemeinsam mit dem Bergführer Sepp Reisenberger eine Bergtour zu unternehmen. Rita fällt in ihre alten Gewohnheiten zurück und umgarnt den schmucken Alpinisten nach allen Regeln weiblicher Verführungskunst. Bald hat sie dem Älpler derart den Kopf verdreht, dass er von seiner Braut Burgl oben auf der Sennhütte, wo die drei Ausflügler übernachten, nichts mehr wissen will.
Am kommenden Tag soll Sepp das gräfliche Ehepaar auf die Teufelsspitze, einen Berg, hochführen. Sepp, der annimmt, dass Rita ihm gegenüber ernsthafte Absichten hegt, muss im letzten Teilstück den Grafen am Seil durch die Wand auf die Bergspitze ziehen. Rita nutzt diesen Moment aus und umarmt und küsst Sepp stürmisch, sodass dieser gar nicht anders kann, als das Seil loszulassen. Graf Salzbach stürzt in die Tiefe und kommt dabei um. Der Reisinger-Sepp wird daraufhin des Mordes angeklagt. Wegen Mangels an Beweisen wird der Bergführer vom Mordvorwurf freigesprochen, muss aber wegen fahrlässiger Tötung für sechs Monate hinter Gitter. Kaum wieder in Freiheit, führt ihn sein erster Weg direkt zu Rita, von der Sepp glaubt, dass sie ihn mit offenen Armen empfangen werde. Doch die erwehrt sich seiner Umarmungsversuche und stößt ihn fort. Als plötzlich auch noch Otto eintritt, wird Sepp klar, dass er nur als Mittel zum Zweck diente. Er ringt den Nebenbuhler nieder und sperrt ihn im Nebenzimmer ein. Dann stürzt sich Sepp auf Rita, ergreift einen Hirschfänger und stößt diesen dem Teufelsweib mitten ins Herz. Wie in Trance taumelt der zum Mörder Gewordene fort vom Tatort und kehrt zum Gefängnis zurück, aus dem er nur wenige Stunden zuvor entlassen worden war.

## Produktionsnotizen
Um ein Weib wurde Mitte 1917 gedreht und am 20. August 1917 in den Neubauer Lichtspielen Wiens erstmals gezeigt. Der Massenstart war am 11. Januar 1918. Der Vierakter besaß eine Länge von etwa 1600 Meter. Arnold Pressburger hatte die Produktionsleitung. Für Magda Sonja war dies einer ihrer ersten Spielfilme.

## Kritik
„Ganz besonders hervorzuheben ist die treffliche Regie, die prachtvolle Naturaufnahmen aus der alpinen Welt bringt, sowie die ausgezeichnete schauspielerische Leistung Hubert Marischkas, der den Sohn der Berge in unverfälschter Naturtreue spielt und Magda Sonjas, die das herzlose Weib überaus drastisch verkörpert. In jeder Geste verrät diese große Schauspielerin ihre hohe Künstlerschaft, in jeder Szene hält sie als dämonisches Weib den Zuschauer in Spannung und bleibt ein psychologisches Rätsel, auch wenn das Motiv ihrer Handlungen klar am Tage liegt.“